# Fossalto
Fossalto é uma comuna italiana da região do Molise, província de Campobasso, com cerca de 1.619 habitantes. Estende-se por uma área de 28 km², tendo uma densidade populacional de 58 hab/km². Faz fronteira com Castropignano, Limosano, Pietracupa, Salcito, Sant'Angelo Limosano, Torella del Sannio.

## Demografia
| Variação demográfica do município entre 1861 e 2011                               |
|                                                                                   |
| Fonte: Istituto Nazionale di Statistica (ISTAT) - Elaboração gráfica da Wikipedia |